# Шинаногава-Мару
Шинаногава-Мару (Shinanogawa Maru) — транспортне судно, яке під час Другої світової війни взяло участь у операціях японських збройних сил на Філіппінах, у Індонезії, Бірмі та на Соломонових островах.

## Передвоєнна історія
Судно спорудили як Уйо-Мару в 1933 році на верфі Mitsubishi Dockyard & Engineering Works у Нагасакі на замовлення компанії Toyo Kaiun., яка залучила його для перевезень лісу із західного узбережжя Північної Америки.
У 1940-му судно перейменували на Шинаногава-Мару.
12 листопада 1941 судно реквізували для потреб Імперської армії Японії.

## Вторгнення на Філіппіни
Ще до висадки головних сил у затоці Лінгаєн на заході Лусону, японське командування організувало кілька інших десантів на цей острів. Вранці 8 грудня 1941-го з острова Пелеліу (архіпелаг Палау в західній частині Каролінських островів) вийшли Шинаногава-Мару та ще 6 транспортів, які перевозили вояків зі складу 33-го піхотного полку 16-ї піхотної дивізії та 1-го батальйону морської піхоти ВМБ Куре.
12 грудня (за 12 діб до головного десанту в Лінгайєн) судна досягли Легаспі на південно-східному завершенні острова Лусон та здійснили тут безперешкодну висадку військ.

## Вторгнення на Яву
18 лютого 1942-го Шинаногава-Мару вийшло з в'єтнамської бухти Камрань у напрямку Яви в складі транспортного угруповання, що налічувало 56 суден. Висадку планувалось здійснити одразу в кількох місцях, при цьому Шинаногава-Мару та ще 28 транспортів мали доставити підрозділи 2-ї піхотної дивізії до Мераку на західному завершенні острова. 1 березня судна прибули сюди та почали висадження десанту.

## Операція у Бірмі
19 березня 1942-го Шинаногава-Мару та ще 31 судно вийшли з Сінгапуру, мавши на борту 56-ту піхотну дивізію. 25 березня вони прибули до головного міста Бірми Рангуну та почали висадку військ.

## Участь у битві за Гуадалканал
На початку жовтня 1942-го судно прибуло до Рабаулу — головної передової бази японців у архіпелазі Бісмарка, з якої провадились операції на Соломонових островах та сході Нової Гвінеї. На той час уже два місяці йшла важка битва за Гуадалканал і в регіон прибували численні японські конвої з військами та озброєнням.
На початку листопада Шинаногава-Мару залучили до наймасштабнішої операції з доставки підкріплень на Гуадалканал, і 6 листопада судно разом зі ще 8 транспортами вирушило з Рабаулу під охороною різноманітних ескортних кораблів — торпедного човна Хійодорі, мінного загороджувача Ширатака, тральщика W-15 та мисливця за підводними човнами CH-16. Вранці 8 листопада цей конвой прибув на якірну стоянку Шортленд — прикриту групою невеликих островів Шортленд акваторію біля південного завершення острова Бугенвіль, де зазвичай відстоювались легкі бойові кораблі та перевалювались вантажі для подальшої відправки далі на схід Соломонових островів.
12 листопада судна з військами полишили Шортленд, проте невдовзі повернулись на тлі повідомлень про жорстоку битву надводних кораблів біля району висадки. У другій половині дня 13 листопада 11 транспортів, розділених на два ешелони, знову рушили з району Шортленд до Гуадалканалу. Шинаногава-Мару мав на борту другий батальйон 230-го піхотного полку та належав до більш повільного другого ешелону, що мав висадити доправлених вояків у Аргуліо-Пойнт біля мису Есперанс. Транспорти супроводжували 11 есмінців, а повітряне прикриття надавали літаки базової авіації та гідролітаки з бази в Шортленді.
Судна завершували прохід між островами Нова Джорджія та Санта-Ісабель і наближались до Гуадалканалу, коли невдовзі після опівдня 14 листопада по них завдали ударів пікірувальні бомбардувальники й торпедоносці, які потопили два та пошкодили один транспорт першого ешелону. Через півтори години новий наліт призвів до потоплення судна із другого ешелону, а ще за годину він додатково втратив два транспорти. Одним з них був Шинаногава-Мару, що затонув за сто тридцять кілометрів на північний захід від Гуадалканалу. Есмінець Наганамі врятував 570 вцілілих з Шинаногава-Мару.
Можливо також відзначити, що за підсумками операції японці втратили всі 11 транспортів, хоча частину бійців і вдалось висадити на Гуадалканалі (так само загинули й обидва залучені лінійні кораблі).